# Daniel Renders
Daniel Renders (Molenbeek, 4 juli 1955) is een Belgische voetbalcoach. Hij was van 2003 tot 2012 hulptrainer bij RSC Anderlecht.

## Carrière
Renders leerde voetballen bij de jeugd van Daring Molenbeek en later RWDM. Als speler bereikte hij de eerste ploeg niet, later zou hij dat als coach wel doen. 
Zijn eerste club als trainer was Scup Jette. Daar was hij begin jaren 80 actief als jeugdtrainer. Nadien nam hij de jeugd van zijn ex-club RWDM onder zijn hoede. Na een korte periode bij RWDM belandde Renders bij Racing Jet de Bruxelles, dat later zou omgedoopt worden tot Racing Jet Wavre. Bij Racing Jet werd hij de assistent van de Hongaar László Fazekas. Nadien deelde Renders het trainerschap met Raymond Goethals. In die periode trainde hij o.a. László Bölöni.
De succesjaren van Racing Jet waren vanaf eind jaren 80 verleden tijd. Renders trok naar Diegem Sport en werd vervolgens hoofdcoach van Standaard Wetteren. De clubs waar Renders aantrad waren vaak in het Brusselse gelegen. Zo trok hij na drie jaar Wetteren naar de Brusselse club met de rijkste geschiedenis: Union Sint-Gillis. Daar probeerde hij zijn team in Derde Klasse te houden, hetgeen hem lukte. Op het einde van het seizoen 1994/95 besloot Renders de samenwerking met Union te stoppen. Enkele maanden later ging hij aan de slag bij het Henegouwse RAEC Mons. Maar reeds op het einde van het seizoen werd hij aan de deur gezet.
In 1997 keerde Renders terug naar RWDM. Trainer René Vandereycken was naar de stadsrivalen van RSC Anderlecht getrokken. Renders werd zijn opvolger en mocht op de eerste speeldag meteen naar Anderlecht. Het werd een memorabele avond. RWDM won met 0-2 en Spira Grujić (ex-RWDM, toen Anderlecht) kreeg een rode kaart. Maar hét gespreksonderwerp waren de vier wissels die Renders tijdens de wedstrijd doorvoerde, en dat terwijl elke club recht heeft op slechts drie wissels per wedstrijd. Zowel Renders als de scheidsrechter gingen in de fout. Uiteindelijk zouden zowel Renders als Vandereycken het seizoen niet afmaken. Bij RWDM werd Guy Vandersmissen de nieuwe coach.
Renders bleef beloftencoach bij RWDM en mocht in december 1998 even terugkeren als hoofdcoach. Nadien kwam het trainerschap in handen van Ariël Jacobs. In 2000 haalde Jean Dockx Renders naar Anderlecht. Bij Anderlecht was hij eerst beloftencoach, later hulptrainer. Momenteel is hij de assistent van Ariël Jacobs.
In januari 2012 werd Renders in het ziekenhuis opgenomen. Daar werd vastgesteld dat hij last had van trombose. Twee weken later mocht hij ziekenhuis verlaten. Na het seizoen stopte hij als assistent-trainer. Sinds het seizoen 2012/13 begeleidt hij spelers die door de club uitgeleend worden.